# Heavy ConstruKction
Heavy ConstruKction è un triplo album live della band King Crimson, pubblicato dalla Discipline Global Mobile nel 2000.

## Il disco
L'album contiene canzoni registrate durante il tour europeo dei King Crimson, tenutosi tra maggio e luglio 2000.
Nel secondo disco del live è presente pure una traccia video che ripropone il concerto tenuto all'Auditorium Parco della Musica di Roma il 23 giugno 2000.
Il tour del 2000 promuoveva l'album The ConstruKction of Light. I membri della band in quel periodo erano Robert Fripp, Adrian Belew, Trey Gunn e Pat Mastelotto; Bill Bruford aveva precedentemente lasciato il gruppo e Tony Levin non faceva parte di questa "incarnazione" del gruppo a causa di impegni più importanti.
Il terzo disco dell'album contiene improvvisazioni registrate in diversi concerti; le note presenti nell'album descrivono il terzo disco come "una presentazione coesa tratta da una serie di eventi incoerenti".

## Tracce
Tutti i testi sono di Adrian Belew e le musiche sono dei King Crimson, tranne che nei casi in cui viene segnalato esplicitamente l'autore

### Disco 1
1. Into The Frying Pan - 6:21
2. The ConstruKction Of Light - 8:30
3. ProzaKc Blues - 5:25
4. Improv: Munchen - 8:36
5. One Time - 5:44
6. Dinosaur - 5:25
7. VROOOM - 4:44
8. FraKctured - 8:46
9. The World's My Oyster Soup Kitchen Floor Wax Museum - 7:39
10. Improv: Bonn - 9:23

### Disco 2
1. Sex, Sleep, Eat, Drink, Dream - 4:31
2. Improv: Offenbach - 6:31
3. Cage - 3:55
4. Larks' Tongues in Aspic: Part Four - 12:51
5. Three of a Perfect Pair - 3:42
6. The Deception of the Thrush - 8:26
7. Heroes - 6:11 -  (David Bowie - Brian Eno)

### Disco 3
1. Sapir - 5:40
2. Blastic Rhino - 4:12
3. Lights Please (Part 1) - 0:59
4. ccccSeizurecc - 6:02
5. Off And Back - 4:11
6. More (And Less) - 3:14
7. Beautiful Rainbow - 6:59
8. 7 Teas - 4:07
9. Tomorrow Never Knows Thela (incl. Tomorrow Never Knows -  (John Lennon - Paul McCartney) ) - 4:49
10. Uböö - 7:59
11. The Deception Of The Thrush - 11:10
12. Arena Of Terror - 3:24
13. Lights Please (Part 2) - 4:53

## Formazione
- Robert Fripp - chitarra
- Adrian Belew - guitar, voce
- Trey Gunn - warr guitar, voce
- Pat Mastelotto - batteria elettronica